# Рэли, Уолтер
Уо́лтер Рэ́ли, Рэлей, Роли, Рали (англ. Sir Walter Raleigh (около 22 января 1552 или 1554, Хэйс Бартон, Ист-Бадли, Девон — 29 октября [8 ноября] 1618 или 28 октября 1618, Лондон) — английский придворный, государственный деятель, поэт и писатель, историк, моряк, солдат и путешественник, фаворит королевы Елизаветы I. Прославился каперскими нападениями на испанский флот, за что получил рыцарство в 1585 году. Известна легенда, что он бросил под ноги Елизаветы I свой фиолетово-золотой плащ, чтобы королева смогла перейти через лужу, и якобы он же нацарапал бриллиантом стихи на стекле дворца, чтобы привлечь её внимание. Считается, что именно Рэли завёз в Англию картофель и табак, и он же был одним из первых колонизаторов Северной Америки. Он грабил испанские суда, искал Эльдорадо, воевал в Ирландии и Фландрии. Он дружил с лучшими поэтами своей эпохи — Томасом Кидом, Кристофером Марло, Филипом Сидни, Уильямом Шекспиром.

## Биография
Уолтер Рэли родился в приморском городке Ист-Бадли в Девоншире. Он был вторым ребёнком от третьего брака его отца, обедневшего помещика сэра Уолтера Рэли (старшего) из Фардела, религиозного лидера местной протестантской общины, и Кэтрин, дочери сэра Филипа Чампернона, вдовы Оутса (или Отона) Гилберта из Комптона. О ранних годах Уолтера-младшего мало что известно. 16 лет от роду он поступил в оксфордский Ориел-колледж, но не закончил обучение, хотя науки давались ему легко.
С 17 лет Рэли участвовал в религиозных войнах во Франции на стороне гугенотов. В 1572 году, скрываясь в английском посольстве в Париже, был свидетелем Варфоломеевской ночи. В 1577 году он сопровождал Джона Норрейса в его походе в Нидерланды. В 1578 году он принял участие в экспедиции своего единоутробного брата, сэра Хэмфри Гилберта, где командовал небольшим кораблём «Фалькон». Шесть месяцев он находился в Атлантике, вступая в схватки с испанскими кораблями. Экспедиция была неудачной, но Рэли заметили графы Лестер и Оксфорд, ставшие покровителями молодого капитана, и взяли его в свои войска в качестве капитана пехоты во время похода в Ирландию.

### Ирландский период
В 1579—1583 годах Рэли участвовал в подавлении восстания Десмонда. Присутствовал при осаде ирландского города Смервик. В результате захвата и разделения земли после её конфискации у участников восстания, Рэли получил во владение территорию размером в 160 км², которая включала в себя два укреплённых города: Йол и Лисмор, а также был представлен Королевскому двору. Он стал одним из крупнейших землевладельцев в Манстере, но не смог привлечь достаточное количество арендаторов на свои земли.
Будучи помещиком в Ирландии на протяжении 17 лет, Рэли проживал в замке Киллуа в деревне Клонмеллон, графство Уэстмит. В Йоле Рэли был назначен мэром с 1588 по 1589, бывал там довольно редко. Его городская усадьба Миртл Гроув связана с анекдотом, когда слуга, увидев клубы дыма из трубки Рэли, окатил его водой из ведра, предполагая, что хозяин горит. Впрочем, эту историю связывают и с другими местами: с трактиром «Вирджиния Эш» в Хенстридже, близ Шерборнского замка, а также с поместьем Южный Враксалл в графстве Уилтшир, домом сэра Уолтера Лонга, друга Рэли.
Среди знакомых Рэли в Мюнстере был поэт Эдмунд Спенсер — англичанин, которому была дарована земля в Ирландии. В 90х годах XVI столетия Рэли и Спенсер отправились из Ирландии в Лондон, к королевскому двору, где поэт представил королеве Елизавете I часть своей аллегорической поэмы «Королева фей».
Рэли не слишком успешно управлял своими владениями, отчего в дальнейшем его состояние значительно уменьшилось. В 1602 году он продал свои земли Ричарду Бойлу, 1-му графу Корку, который впоследствии был пожалован монаршей милостью при королях Якове I и Карле I. После смерти Рэли, члены его семьи обратились к Ричарду Бойлу за компенсацией, на основании явно невыгодной сделки Рэли с графом.

### Фаворит королевы
Милости королевы позволили Рэли стать одним из самых богатых людей в Англии: Рэли получил рыцарское звание, монополию на олово, патент на винный откуп, лицензию на экспорт шерстяного сукна, а также придворные должности — Рэли становится капитаном личной гвардии королевы, адмиралом Девона и Корнуолла. В 1583 году Рэли получил один из самых роскошных в Лондоне домов — дворец Дарем Хаус на улице Стрэнд и поместье Шерборн в Дорчестере.
Королева позволила Уолтеру выступить в Тайном совете. «Выскочка», как прозвали его при дворе, со свойственной ему дерзостью представил государственным мужам собственную программу покорения Ирландии: поощрение ирландских сообществ добровольно служить далёкой, величественной и благородной королеве.
В стране Рэли считали нахалом, гордецом и карьеристом. На балах первый танец королева отдавала сэру Уолтеру Рэли, на королевской охоте позволяла скакать по правую руку от себя, в часы досуга — развлекать уединённой прогулкой. По легенде у Рэли с Елизаветой была любимая игра писать друг другу послания, вырезая их алмазами по стеклу. «Я был бы счастлив вознестись, но я боюсь упасть», — начинал иносказательный диалог с государыней сэр Уолтер. «Если сердце обманет Вас, не советую возноситься», — отвечала она.
Рэли тайно женился на фрейлине королевы, Елизавете (Бесс) Трокмортон, дочери видного дипломата. Оставив молодую жену на сносях в поместье Шерборн, Рэли сел на корабль и отплыл к американскому побережью. Елизавете было уже почти 60, старела она тяжело, и она не хотела расставаться с репутацией обворожительной женщины, у которой нет соперниц. К тому же она всегда рассматривала своих фрейлин как неприкосновенных весталок, а своих фаворитов как личную собственность. Когда королева узнала, что Рэли покинул страну без её ведома, за ним выслали вдогонку корабль с приказом: немедленно вернуться. Как только сэр Уолтер ступил на английскую землю, его арестовали и отправили в Тауэр. Елизавета Трокмортон была навсегда отлучена от двора.
Но слава одного из лучших адмиралов английского флота (в 1590—1592 гг. Рэли командовал рядом экспедиций против испанцев) обеспечила ему прощение Елизаветы I и почётную ссылку в Дорсетшир. Там в 1593 г. у него родился сын Уолтер.
Несмотря на то что брак оказался счастливым — Рэли любил жену и детей, — отставку королевы он переживал тяжело. Елизавета не лишила его ни чинов, ни домов, ни собственности, она лишь отказала ему во внимании и близости. Среди своих современников — Шекспира, Сидни, Спенсера — Уолтер Рэли считался далеко не последним поэтом. Сохранилось менее пятидесяти его стихотворений.

### Исследование Америки
В то время королева Елизавета I поощряла нападения на испанские колонии и коммуникации, но Рэли предложил не ограничиваться нападениями, а создать собственную колонию. Он верил, что эта колония поможет развить английскую торговлю, и станет базой для нападения на владения Испании. В 1578 году в Новый Свет отправились 7 кораблей под командованием его брата Хэмфри Гилберта; Рэли сам командовал одним из кораблей. Но в тот раз корабль не смог достичь Нового Света. В 1583 году Гилберт умер, а выданный ему патент на колонизацию перешёл Уолтеру Рэли: 25 марта 1584 года он получил официальную хартию на вновь открытые земли (так наз. «Хартию 1584 года») и уже 27 апреля отплыл в Америку. Через 67 дней, 2 июля 1584 года они достигли суши примерно в районе мыса Лукаут.
Оттуда экспедиция Рэли отправилась на север и нашла остров, который местные индейцы называли Роанок. Изучив его, экспедиция в сентябре вернулась в Англию, взяв с собой двух индейцев, Ванчесе и Мантео. Рэли официально объявил, что основал для королевы новую землю и был произведён за это в рыцари.
В 1585—1586 годах делались попытки создания первой колонии в этой области, а в 1587 году усилия увенчались успехом; в литературе созданная в 1587 году колония известна как колония Роанок или Пропавшая (затерянная) колония. Именно здесь родился первый английский ребёнок в Америке — Вирджиния Дейр. Колонисты вскоре пропали без вести (до 1591 года), однако почин Рэли был продолжен другими английскими колонизаторами. Рэли широко почитается в США и особенно в штатах Виргиния и Северная Каролина как один из основателей американской цивилизации вообще. В честь его названа столица Северной Каролины — город Роли.
Там он впервые услышал легенду об Эльдорадо и сказания о золотых приисках у Великих Озёр, что весьма захватило его воображение. Рэйли полагал, что дыма без огня не бывает, а потому усматривал в сказаниях об Эльдорадо зерно правды. Кроме того, корабли доставили в Англию редкостные и удивительные растения — табак и картофель. С лёгкой руки сэра Уолтера, виргинское зелье стали курить при королевском дворе, а варёные картофельные клубни вошли в меню званых обедов.
В 1595 году была предпринята экспедиция в поисках Эльдорадо. На этот раз Рэли лично участвовал в экспедиции, мечтая найти золото, о залежах которого ходили умопомрачительные слухи, — провёл полгода в 300 милях от реки Ориноко и её притока Карони (территория нынешней Венесуэлы). Британцам даже удалось захватить местного испанского губернатора — Антонио де Беррио. Однако экспедиция не увенчалась успехом — мифическая страна Эльдорадо так и не была найдена.
Тем не менее в 1849 году возле реки Карони недалеко от тех мест, где проходила экспедиция Рэли, всё-таки было найдено золото и со временем основан целый золотопромышленный район.

### Тауэр
Елизавета I умерла 24 марта 1603 года. В тот же день на английский престол вступил шотландец Яков I Стюарт, сын Марии Стюарт. Все это означало, что в судьбе придворного Уолтера Рэли должны наступить радикальные перемены. Тем не менее он оказался не готов к той резкой неприкрытой неприязни, с какой отнёсся к нему новый монарх. Яков поторопился лишить Рэли доходов от монополий, приказал покинуть доремский дворец, подаренный ему Елизаветой, но формально оставшийся во владении короны.
В ноябре 1603 года Яков I посадил Рэли в Тауэр, сфабриковав против него дело о том, что Рэли будто бы собирался возвести на престол его двоюродную сестру Арабеллу Стюарт. В ноябре королевский суд судил Рэли за государственную измену и приговорил к смертной казни через повешение, потрошение и четвертование.
Некоторые источники свидетельствуют, что часть присяжных, потрясённая вопиющей несправедливостью приговора, упала в ноги королю, умоляя помиловать Рэли. Яков отказал. Министр юстиции позднее заявил, что суд над Рэли — одна из постыднейших страниц английского судопроизводства.
Однако под нажимом возмущенного общественного мнения король отложил казнь Рэли на неопределённый срок. 13 долгих лет провёл сэр Уолтер в тауэрской башне Бошан.
В Тауэре Рэли пользовался известными послаблениями, встречался с навещавшими его аристократами, был в курсе всех городских вестей, вёл дневник и писал стихи, которые издавались. Во время заточения Рэли был зачат его второй сын Кэрью, родившийся в 1605 году.
Жажда деятельности и страсть к познанию кипели в сэре Уолтере. Ему было позволено организовать небольшую лабораторию, в которой он проводил свои научные опыты: в частности, Рэли придумал способ опреснения солёной воды. Ставил он и алхимические эксперименты при помощи Томаса Хэрриота и графа Нортумберленда. В стране про него распространилась слава мага и чернокнижника.
Сидя в тюрьме, Рэли стал учителем наследника престола — принца Уэльского. Именно для принца Уэльского Рэли начал писать фундаментальный труд «История мира», так и оставшийся незаконченным. И именно эта работа позволяет говорить о Рэли как о серьёзном философе. Кроме того, он написал множество статей по вопросам государственной политики, кораблестроению, навигации.

### Последнее путешествие
В 1616 году, в возрасте 64 лет, Рэли удалось купить себе свободу. Король отчаянно нуждался в деньгах, чтобы обеспечить себе хотя бы некоторую независимость от парламента. Рэли предложил королю план экспедиции в Гвиану. Он соблазнил монарха золотом, обещая привезти из путешествия драгоценные металлы. Яков согласился при одном условии: за малейшие стычки с испанцами сэр Уолтер отвечает головой.
Рэли отлично понимал ситуацию: будет золото — его помилуют, не будет — приведут в исполнение отсроченный приговор.
Свой корабль «Рок» Рэли строил по собственным чертежам и на свои средства. Команда была собрана «из самых отбросов» — пьяниц, дебоширов и бывших преступников, так как никто особенно не стремился в Новый Свет под началом осуждённого на смерть преступника, выпущенного под честное слово. Экспедиция вышла в море в марте 1617 года. У одного из поселений Сан-Томе, в районе устья Ояпоки, корабли Рэли наткнулись на испанский гарнизон. Сэр Уолтер всеми силами пытался избежать стычки. В начавшейся перестрелке был убит старший сын Рэли — Уолтер, после чего сэр Уолтер уж никак не мог сдерживаться и испанцы были разгромлены. Известие о том, что Рэли нарушил данный ему королём приказ, достигло ушей Якова.
Суда Рэли прочесали маршрут от Амазонки до Ориноко, но никакого золота не обнаружили. Есть сведения, что отчаявшийся Рэли приказал подчинённым вернуться на Ориноко, где он рассчитывал поднять восстание индейцев против испанских колонизаторов. Не исключено, что в его планы входило навсегда остаться в тех краях и не возвращаться на родину вовсе. Другие источники сообщают, что Рэли намеревался добраться до английских поселений в Вирджинии (которые, к слову сказать, загадочно и бесследно исчезли, но сэр Уолтер никогда об этом не узнал). Как бы то ни было, но доподлинно известно, что после обманутых надежд на горы золота не только солдаты, но и офицеры отказались подчиняться приказам Рэли, и у него не оставалось иного выхода, как повернуть домой.
Тем не менее, в 1849 году недалеко от реки Карони, где проходила экспедиция Рэли, действительно было найдено золото, и со временем там вырос целый золотопромышленный район Караталь со знаменитым прииском Эль-Кальяно.

### Смерть
29 октября 1618 года Рэли был обезглавлен на Старом дворе у Вестминстерского Дворца. «Пора уходить, — сказал Рэли своему палачу, — в сей миг меня настигла лихорадка. Я не позволю своим врагам думать, что я трепещу перед лицом смерти». Ему позволили осмотреть топор, которым его обезглавят, после чего он пошутил: «Это лекарство — снадобье острое! Но лечит от всех болезней!». Согласно многим биографам (например, Рэли Трэвелин в «Сэре Уолтер Рэли», 2002) — последними словами Рэли были «Секи, солдат, секи!», которые он выкрикнул, уже подставив голову под топор.
Рэли был одним из тех, благодаря кому табак приобрёл популярность в Англии. Вскоре после того, как его казнили, в его камере нашли кисет. На нём на латинском было вышито:
«Он был моим товарищем в самые темные времена» (Comes meus fuit in illo miserrimo tempore).
Голову Рэли забальзамировали и передали его жене. Тело должны были похоронить у местной церкви в городе Беддингтон, графство Суррей, откуда была родом леди Рэли; но в итоге Рэли похоронили у церкви Святой Маргариты в Вестминстере. Его могила открыта для посетителей. Его жена писала: «Лорды передали мне его безжизненное тело, но отказали в его жизни. Бог помнит обо мне». Согласно некоторым источникам, леди Рэли хранила голову своего мужа в бархатном мешке до самой своей смерти. 29 лет спустя голову Рэли вернули в его могилу и предали земле у церкви Святой Маргариты.
Несмотря на то, что популярность Рэли значительно упала со времён расцвета Елизаветы, его казнь расценивалась многими — тогда и поныне — как бессмысленная и несправедливая, так как на протяжении многих лет его участие в заговоре, по всей видимости, ограничивалось одной встречей с лордом Кобемом. Один из его судей потом говорил: «Судебная система Англии никогда не была так подорвана, как в тот день, когда был вынесен приговор благородному сэру Уолтеру Рэли».

## В художественной литературе
- Robert Nye. The Voyage of the Destiny. — London, 1982. Рус. пер.: Роберт Най. Странствие «Судьбы» / Пер. с англ. Ю. Здоровова. — М.: Радуга, 1986.

## В кино
- Винсент Прайс в фильме «Частная жизнь Елизаветы и Эссекса» / The Private Lives of Elizabeth and Essex (США, 1939).
- Ричард Тодд в фильме «Любовь королевы» / The Virgin Queen (США, 1955).
- Клайв Оуэн в фильме «Золотой век» / Elizabeth: The Golden Age (Великобритания, Франция, Германия, 2007).